# Малыжино (Ленинградская область)
Малыжино — деревня в Пашском сельском поселении Волховского района Ленинградской области.

## История
Деревня Малижино упоминается на карте Санкт-Петербургской губернии Ф. Ф. Шуберта 1834 года.

МАЛЫЖЕНСКАЯ — деревня принадлежит капитанше Унковской, число жителей по ревизии: 32 м. п., 32 ж. п. (1838 год)

На карте Ф. Ф. Шуберта 1844 года деревни по правому берегу реки Кондежка обозначены как Волость Кондежская.

МАЛЫЖИНО — деревня господина Унковского, по просёлочной дороге, число дворов — 12, число душ — 81 м. п. (1856 год)

МАЛЫЖИНА — деревня владельческая при реке Кондюшке, число дворов — 12, число жителей: 33 м. п., 43 ж. п. (1862 год)

В 1869 году временнообязанные крестьяне деревни выкупили свои земельные наделы у Е. Н. Мордвиновой и стали собственниками земли.
В 1877 году временнообязанные крестьяне выкупили свои земельные наделы у С. К. Унковского.
Согласно материалам по статистике народного хозяйства Новоладожского уезда 1891 года имение при селении Малыжино площадью 644 десятины принадлежало купчихе А. Я. Колотушкиной.
Согласно епархиальным сведениям 1899 года деревня относилась к приходу Крестовоздвиженской церкви Шижнемского погоста в селе Часовенское.
В конце XIX — начале XX века деревня административно относилась к Николаевщинской волости 3-го стана Новоладожского уезда Санкт-Петербургской губернии.
По данным «Памятной книжки Санкт-Петербургской губернии» за 1905 год деревня Малыжино входила в состав Кондежского сельского общества.
С 1917 по 1923 год деревня Малыжино входила в состав Кондежского сельсовета Николаевщинской волости Новоладожского уезда.
С 1923 года в составе Пашской волости Волховского уезда.
С 1927 года в составе Пашского района. В 1927 году население деревни Малыжино составляло 123 человека.
По данным 1933 года деревня Малыжино входила в состав Кондежского сельсовета Пашского района Ленинградской области.

Деревня Малыжино на карте 1940 года

С 1955 года в составе Новоладожского района.
В 1958 году население деревни Малыжино составляло 94 человека.
С 1963 года в составе Волховского района.
По данным 1966 и 1973 годов деревня Малыжино также входила в состав Кондежского сельсовета Волховского района.
По данным 1990 года деревня Малыжино входила в состав Часовенского сельсовета.
В 1997 году в деревне Малыжино Часовенской волости проживали 10 человек, в 2002 году — 6 человек (русские — 83 %).
В 2007 году в деревне Малыжино Пашского СП — 3, в 2010 году — 9 человек.

## География
Деревня расположена в северо-восточной части района на автодороге Сорзуй — Новина.
Расстояние до административного центра поселения — 44 км.
Расстояние до ближайшей железнодорожной станции Паша — 46 км.
Деревня находится на правом берегу реки Кондега.

## Демография
| 1862 | 2002 | 2007 | 2010 | 2012 | 2017 |
| ---- | ---- | ---- | ---- | ---- | ---- |
| 76   | ↘6   | ↘3   | ↗9   | ↘2   | ↗7   |

### Национальный состав
Согласно данным Всероссийской переписи населения 2021 года в посёлке проживали 9 человек, из них русские — 6 человек, остальные национальность не указали.